# Mikołaj (kasztelan bydgoski)
Mikołaj – kasztelan bydgoski w latach 1371–1374.
Został powołany na urząd kasztelana po objęciu rządów w Bydgoszczy przez Kazimierza Słupskiego. Ostatnie pisemne potwierdzenie jego funkcji pochodzi z 1374 r.